# Маргарита Софія Австрійська
Маргарита Софія Австрійська (нім. Margarete Sophie von Österreich, повне ім'я Маргарита Софія Марія Аннунціата Терезія Кароліна Луїза Жозефіна Йоганна Австрійська, нім. Margarete Sophie Marie Annunciata Theresia Caroline Luise Josephine Johanna von Österreich; 13 травня 1870 — 24 серпня 1902) — австрійська ерцгерцогиня з династії Габсбургів, донька австрійського ерцгерцога Карла Людвіга Габсбурга та сицилійської принцеси Марії Аннунціати, дружина вюртемберзького герцога Альбрехта.

## Біографія
Маргарита Софія народилась 13 травня 1870 року у замку Артштеттен в Нижній Австрії. Вона була єдиною донькою і четвертою дитиною в родині австрійського ерцгерцога Карл Людвіга Габсбурга та його другої дружини Марії Аннунціати. Своє ім'я новонароджена отримала на честь першої дружини батька, Маргарити Саксонської, та його матері, Софії Баварської. Її старшими братами були: Франц Фердинанд, Отто Франц і Фердинанд Карл. За рік після народження доньки Марія Аннунціата померла від сухот. Батько оженився втретє із Марією Терезою Португальською.

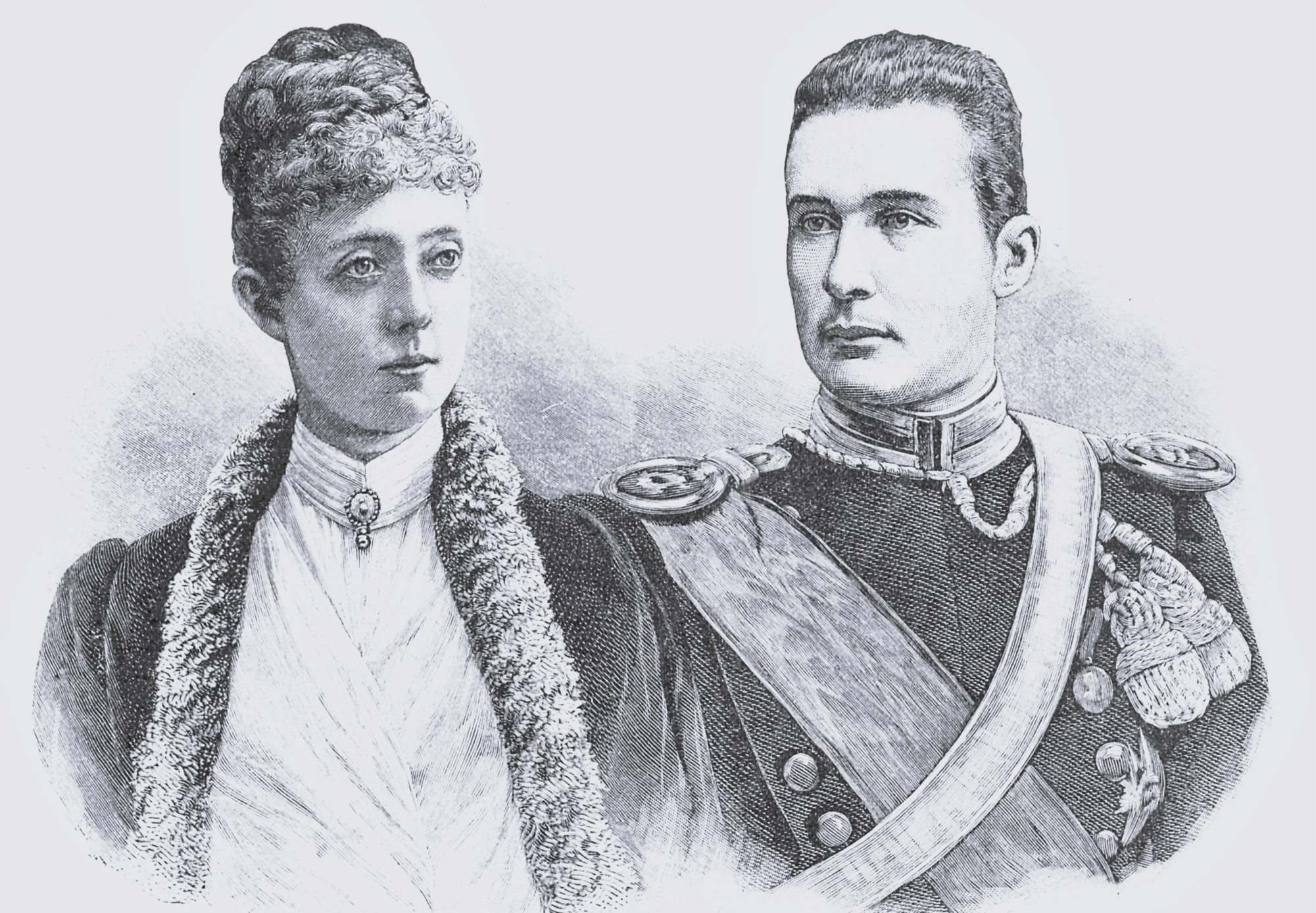
Маргарита Софія і Альбрехт

У 22 роки Маргарита Софія побралася із 27-річним Альбрехтом Вюртемберзьким, старшим сином герцога Філіпа Вюртемберзького. Весілля відбулося 24 січня 1893 року у Відні. У подружжя народилося семеро дітей.
Померла Маргарита Софія за півроку після народження молодшої доньки, 24 серпня 1902. Була похована в родинному склепі вюртембурзького роду в Людвігсбургу. Альбрехт більше не одружувався. Після будівництва церкві святого Михайла в Альтхаузені прах герцогині було перенесено.

## Родина
Чоловік — Альбрехт Вюртемберзький
Діти:
- Філіп Альбрехт (1893–1975) — титулярний король Вюртембергу, був одруженим із австрійською ерцгерцогинею Єленою, а після її смерті — з австрійською ерцгерцогинею Розою, мав семеро дітей від двох шлюбів;
- Альбрехт Євген (1895–1954) — герцог Вюртемберзький, одружений із Надеждою Болгарською, мав п'ятеро дітей;
- Карл Александр (1896–1964) — священник у абатстві Беурон[en];[1]
- Марія Амалія (1897–1923) — була заручена із Георгом Саксонським,[2] через політичні події і схильність принца до духовного життя заручини були розірвані, померла неодруженою, дітей не мала;
- Марія Терезія (1898–1928) — черниця в Айбінгенському абатстві[en];[3]
- Марія Єлизавета (1899–1900) — померла немовлям;
- Маргарита Марія (1902–1945)